# Furacão Ida

O furacão Ida foi um furacão mortal e destrutivo de categoria quatro que se tornou o segundo furacão mais custoso e intenso furacão a atingir o estado da Luisiana, atrás do Furacão Katrina, e está empatado (240 km/h (150 mph)) para o mais forte landfall do estado por ventos máximos com o furacão Laura um ano antes e o furacão Last Island de 1856. Os remanescentes da tempestade também causaram surtos de tornados e enchentes catastróficas áreas do Nordeste dos Estados Unidos.
Ida foi o sexto furacão mais custoso de todos os tempos, tendo causado um prejuízo de $50 mil milhões em danos dos quais $18 mil milhões foram perdas seguradas na Luisiana, superando Ike de 2008.  Ida foi a nona tempestade nomeada, o quarto furacão e o segundo maior furacão da temporada de furacões no Atlântico de 2021, Ida originou de uma onda tropical no Mar do Caribe em 23 de agosto. Em 26 de agosto a onda se tornou uma depressão tropical, que mais tarde se organizou ainda mais e se tornou a tempestade tropical Ida, perto da Grande Caimão. Em condições favoráveis, Ida depois intensificou-se para um furacão em 27 de agosto, pouco antes de se mover sobre o oeste de Cuba. Um dia depois, o furacão passou por uma rápida intensificação sobre o Golfo do México e atingiu seu pico de intensidade como um furacão forte de categoria quatro ao se aproximar da costa norte do Golfo, com ventos máximos sustentados de 150 mph (240 km/h) e pressão mínima central de 929 millibars (27 inHg). Em 29 de agosto, no 16º aniversário do furacão Katrina, Ida atingiu terra perto do Porto Fourchon, Luisiana, devastando a cidade de Grand Isle. Ida enfraqueceu-se firmemente sobre a terra, tornando-se uma depressão tropical em 30 de agosto, quando virou para nordeste. Em 1 de setembro transicionou para um ciclone pós-tropical enquanto acelarava pelo noroeste dos Estados Unidos, quebrando vários recordes de precipitação em vários locais antes de se mover para o Atlântico no dia seguinte. Depois os remanescentes de Ida moveram-se para o Golfo de São Lourenço e ali abrandaram por alguns dias, antes de serem absorvidos por outra baixa pressão em desenvolvimento em 5 de setembro.
O precursor de Ida causou enchentes relâmpago catastróficas na Venezuela. Ida derrubou palmeiras e destruiu muitas casas em Cuba durante a sua breve passagem sobre o país. Ao longo de seu caminho de destruição em Luisiana, mais de um milhão de pessoas no total não tinham nenhuma serviço de eletricidade. Grandes danos nas infraestruturas ocorreram em toda a parte sudeste do Estado, bem como inundações extremamente pesadas em áreas costeiras. Os diques de Nova Orleães sobreviveram (ao contrário de durante Katrina), embora os danos da linha de elétrica fossem extensos por toda a cidade. Também houve uma destruição substancial de plantas no Estado. O furacão Ida provocou um surto de tornados à medida que se deslocava sobre o Leste dos Estados Unidos. Os remanescentes da tempestade produziram danos inesperadamente graves no nordeste dos Estados Unidos em 1 e 2 de setembro. Vários tornados intensos e inundações repentinas catastróficas varreram toda a região, que já tinha sido afectada por vários ciclones tropicais, Elsa, Fred, e Henri durante julho e agosto. As inundações em Nova Iorque provocaram o encerramento de grande parte do sistema de transporte.
O Ida é o quinto ciclone tropical mais caro de que há registo, e o quarto ciclone atlântico mais caro dos Estados Unidos, tendo causado pelo menos 75,25 bilhões de dólares (2021 USD) em prejuízos. Deste total, pelo menos 18 bilhões de dólares foram em prejuízos segurados na Luisiana, 250 milhões de dólares em Cuba, e 584 milhões de dólares em prejuízos agrícolas nos EUA, ultrapassando o furacão Ike de 2008. A CoreLogic estimou que o Ida causou cerca de 16 a 24 bilhões de dólares em prejuízos por inundações no nordeste dos Estados Unidos, o que fez com que fosse a tempestade mais cara a atingir a região desde o furacão Sandy em 2012, com uma perda segurada estimada em 44 bilhões de dólares.
Um total de 107 mortes foram atribuídas a Ida, incluindo 87 nos Estados Unidos e 20 na Venezuela. Nos Estados Unidos, 30 mortes foram na Luisiana, 29 em Nova Jérsia, 17 em Nova Iorque, 5 na Pensilvânia, 2 no Mississippi, 2 no Alabama, 1 em Maryland e 1 em Connecticut. Houve também um número notável de hospitalizações e mortes na área da Grande Nova Orleães como resultado de envenenamento por monóxido de carbono enquanto se utilizavam geradores a gasolina portáteis com ventilação inadequada, incluindo três numa família de quatro pessoas em Marrero, Louisiana, a 1 de Setembro de 2021.

## História meteorológica
Uma fraca onda tropical saiu da costa de África e mudou-se para o Atlântico a 14 de agosto. A onda deslocou-se lentamente para oeste através do canal das monções sem mostrar quaisquer sinais de organização durante os próximos dias. A 21 de agosto, a onda entrou num ambiente de vento alísio a oeste de 45°W acompanhado por uma grande área de convecção, ou trovoada, que foi alongada de leste para oeste. À medida que a onda se movia sobre as Ilhas Barlavento, a cobertura convectiva aumentou, altura em que o Centro Nacional de Furacões (NHC) começou a seguir o sistema à medida que prosseguia para oeste no Mar das Caraíbas. No dia seguinte, a onda interagiu com uma vasta área de baixa pressão sobre a costa norte da América do Sul, o que levou à formação de uma baixa pressão muito maior no mesmo dia, caracterizada por manchas que estavam perto ou abaixo de 1006 mbar (29,71 inHg) sobre o sudoeste do Mar das Caraíbas. A 25 de agosto, uma vorticidade máxima emergiu do lado oriental da maior área de baixa pressão e a convecção tornou-se concentrada e melhor organizada à sua volta, levando o NHC a avaliar esta perturbação como uma elevada probabilidade de desenvolvimento à medida que se virava de norte para noroeste. O sistema continuou a organizar-se e a obter uma circulação mais bem definida no dia seguinte ao sul da Jamaica. Às 12:00 UTC de 26 de Agosto, o sistema tinha atingido organização suficiente para ser classificado como depressão tropical Nove, cerca de 180 km a sudoeste de Negril, Jamaica. Após o seu desenvolvimento, a depressão deslocou-se para norte-noroeste antes de virar para noroeste algumas horas mais tarde, dirigindo-se em torno do lado sudoeste de uma crista subtropical localizada sobre o Oceano Atlântico ocidental. Os factores favoráveis no desenvolvimento do sistema incluíam águas quentes do noroeste do Mar das Caraíbas, cisalhamento por ventos fracos, e um ambiente húmido.
No final de 26 de agosto, uma equipe de caçadores de furacões indicou que a depressão se intensificou na tempestade tropical Ida a 209 km a sudeste de Grand Cayman, Ilhas Caimão. Inicialmente, a tempestade tinha uma estrutura assimétrica, com seus ventos mais fortes e convecção mais profunda localizada a leste do centro. Isso foi devido a algum cisalhamento do vento sudoeste, que diminuiu gradualmente. Ida moveu-se pelas Ilhas Caimão e em direção ao noroeste de Cuba, sua estrutura melhorava, com mais vazão, bandas de chuva. A conveção também se organizou em um nublado denso central (CDO). Em seguida, intensificou-se rapidamente, com seus ventos aumentando em 55 km/h em pouco mais de 11 horas. No final de 27 de agosto, o NHC elevou Ida ao status de furacão, com base em observações feitas pelos Caçadores de Furacões. Na mesma época, o furacão fez o seu primeiro desembarque na Ilha da Juventud em Cuba com ventos de 130 km/h e pressão de 987 mbar. Depois de atravessar, Ida fez o seu segundo desembarque às 23:25 UTC na Playa Dayaniguas em Pinar del Río, Cuba, com as mesmas velocidades de vento e uma pressão ligeiramente superior de 988 mbar. O sistema continuou para noroeste e o seu centro emergiu sobre o sudeste do Golfo do México entre as 01:00-02:00 UTC a 28 de agosto. Embora não tenha perdido qualquer força, a interação terrestre e a entrada de ar seco no quadrante sudoeste do furacão, enquanto o Ida atravessava Cuba, inibiu uma maior intensificação, e ocorreram poucas mudanças de força durante as primeiras horas após ter atingido o Golfo.

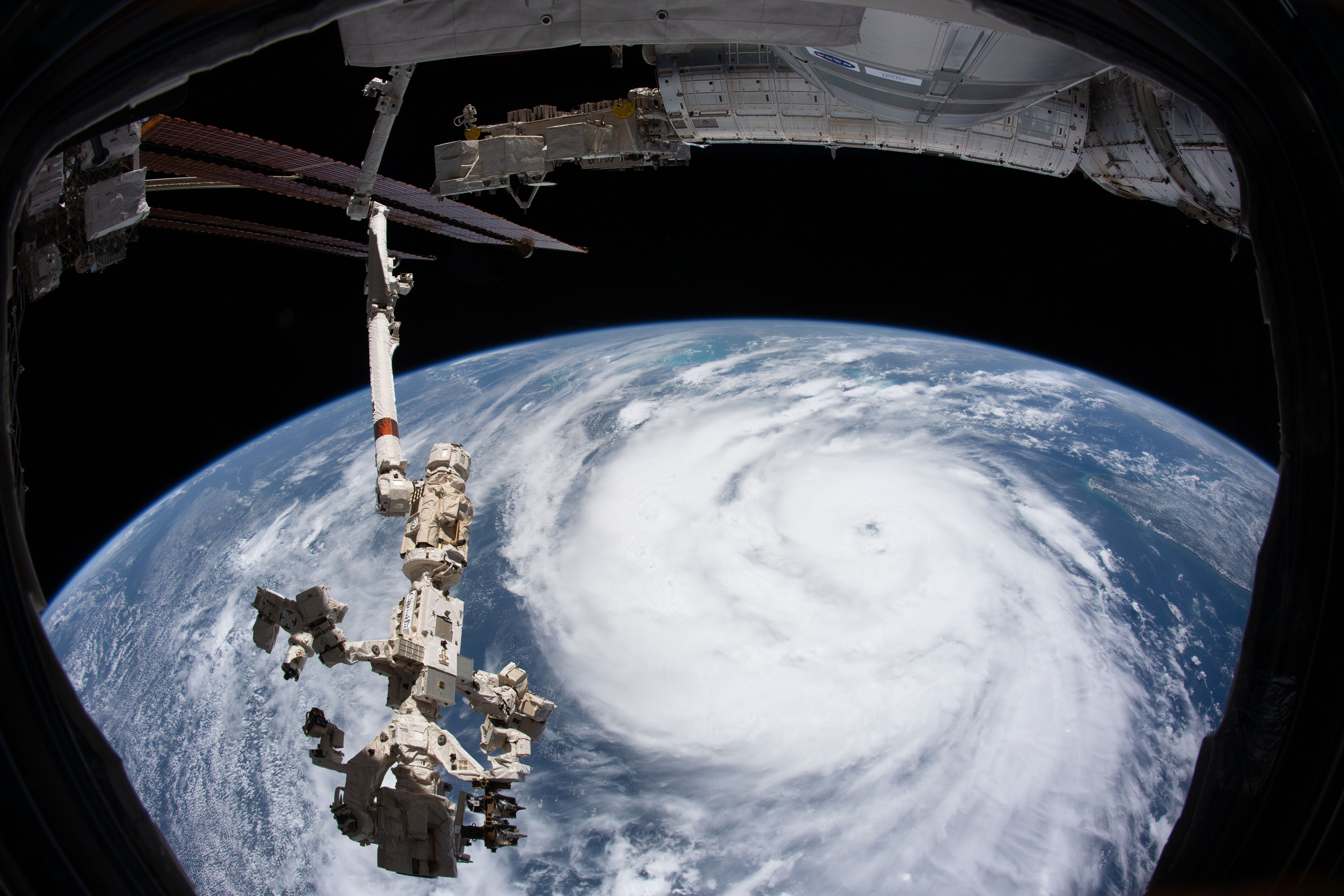
Furacão Ida em intensificação rápida no Golfo do México em 28 de agosto visto da ISS

Durante as horas do dia de 2 de agosto, imagens de satélite de microondas e dados de radar cubanos mostraram que o núcleo central da Ida se estava a reorganizar com a formação de um anel convectivo em redor do centro. Este facto, combinado com as condições favoráveis de vento vertical leve e temperaturas quentes à superfície do mar, levou a um segundo, e mais significativo, período de rápida intensificação que começou por volta das 12:00 UTC do dia 28 de agosto. Ida intensificou-se para a categoria 2 por volta das 00:00 UTC em 29 de agosto, e para um furacão de categoria quatro, seis horas mais tarde, ao deslocar-se para noroeste em direção à costa da Louisiana. Por volta das 12:00 UTC desse dia, Ida atingiu o seu pico de intensidade, com vento sustentado de 1 minuto de 240 km/h e uma pressão barométrica central mínima de 929 mbar, enquanto localizada não muito a sudoeste da foz do rio Mississippi. Durante esta fase de intensificação, os ventos máximos aumentaram para 110 km/h e a pressão central caiu 57 mbar. No pico, o furacão exibiu uma pronunciada apresentação de satélite, com uma estrutura quase simétrica e um olho bem definido com um impressionante efeito de estádio visível. O reforço foi então interrompido quando a tempestade iniciou um ciclo de substituição da parede do olho, formando um segundo olho maior à volta do primeiro, mas o Ida permaneceu perto do seu pico de intensidade. Às 16:55 UTC, Ida fez o seu terceiro, e final, desembarque perto de Porto Fourchon, Louisiana, com ventos sustentados de 240 km/h e uma pressão central de 931 mbar, empatando com o furacão Last Island de 1856 e o furacão Laura como o mais forte furacão com landfall registado na Louisiana, medido pelo vento máximo sustentado, e o furacão Katrina, medido apenas pela pressão central no desembarque. Um navio no mar perto do ponto de desembarque verificou esta intensidade, com rajadas reportadas até 277 km/h.

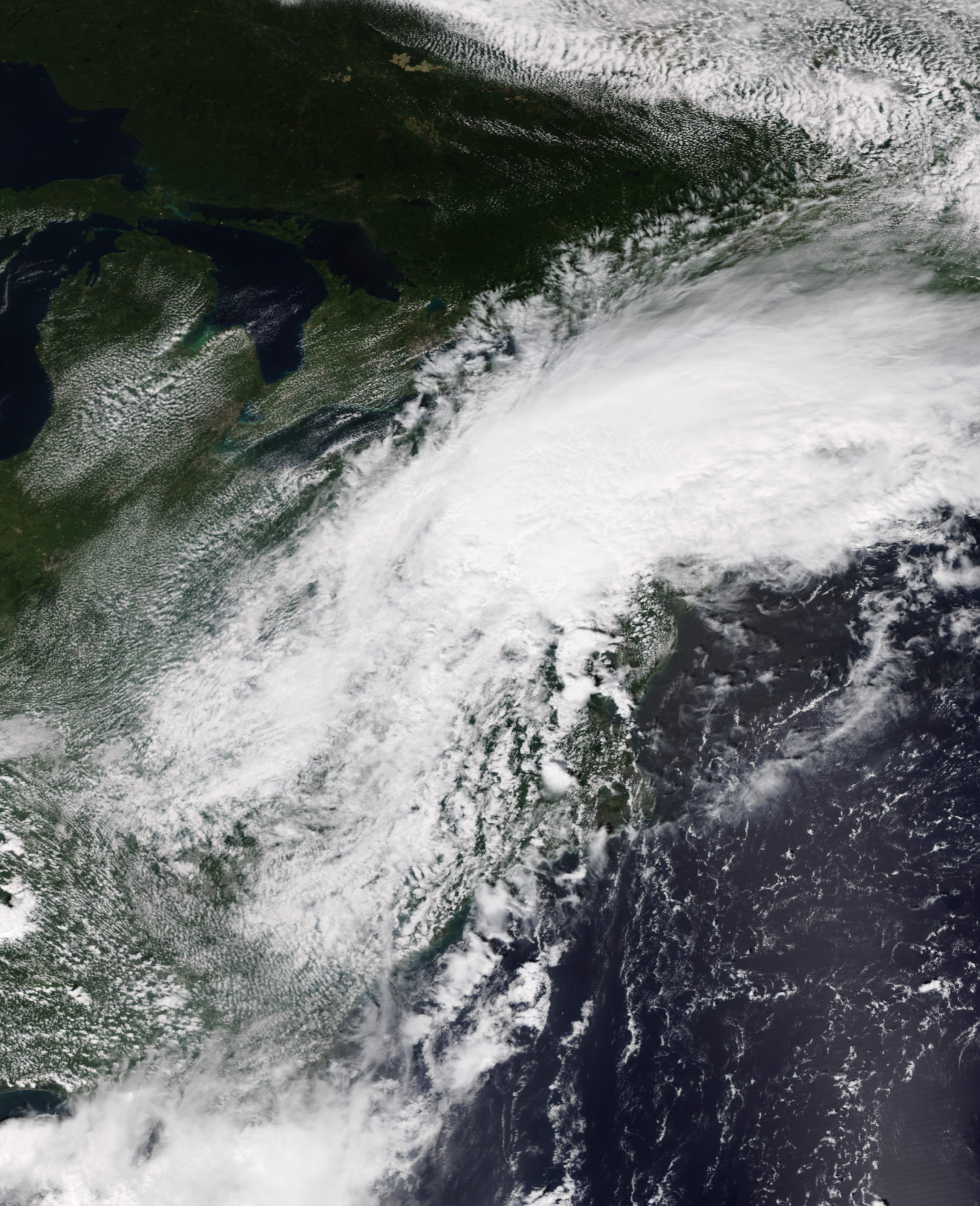
Ida como tempestade extratropical sobre o Nordeste dos Estados Unidos

Após a chegada a terra, Ida só lentamente enfraqueceu no início, permanecendo um perigoso furacão de grandes proporções. Os mesovórtices também eram visíveis dentro do olho. Ida manteve os ventos de categoria quatro durante quatro horas após o desembarque, e depois o estatuto de categoria 3 durante as quatro horas seguintes, devido ao efeito oceano marrom, pois os pântanos e o terreno plano no sul da Louisiana permitiram que Ida mantivesse a sua intensidade durante um período de tempo mais longo. À medida que a tempestade avançava para o interior, a maior parte da sua cobertura de nuvens deslocou-se para nordeste do centro, e Ida iniciou um período de rápido enfraquecimento. Caiu abaixo da força dos furacões no início de 30 de agosto, antes de enfraquecer para uma depressão mais tarde nesse dia. Nessa época, o NHC emitiu o seu último parecer sobre o Ida, transferindo a responsabilidade pelos pareceres contínuos para o Weather Prediction Center (WPC). O sistema degenerou numa baixa extratropical dois dias depois, à medida que se deslocava sobre as Montanhas Apalaches Centrais. À medida que o sistema se deslocava através do nordeste dos Estados Unidos em 1 e 2 de setembro, combinava-se com uma zona frontal para desencadear chuvas sem precedentes em toda a região, recuperando os ventos da força das tempestades tropicais no processo, antes de se deslocar para o Atlântico. No dia seguinte, os restos do Ida deslocaram-se para nordeste através do Canadá Atlântico, trazendo chuva intensa e ventos fortes às comunidades de toda a região. Os remanescentes de Ida chegaram ao Golfo de São Lourenço a 3 de setembro, onde fez uma volta lenta, no sentido contrário ao dos ponteiros do relógio, mantendo ao mesmo tempo ventos máximos de 75-85 km/h. A baixa degenerou para uma baixa pressão no dia seguinte, como uma nova baixa de latitude média formada a leste.

## Preparativos

### Caribe

#### Ilhas Caimão
Em 26 de agosto de 2021, as Ilhas Caimão foram colocadas sob um Aviso de Tempestade Tropical. Com a expectativa de uma entrada em terra (landfall) próximo em Grande Caimão, escolas e empresas foram fechadas e o governo foi ativado em pleno pela NEOC e os Serviços de Emergência, bem como o Regimento das Ilhas Caimão e a Guarda Costeira das Ilhas Caimão foram postas em prontidão para as operações de salvamento. Muitas pessoas encheram as mercearias e lojas de ferragens para comprar mantimentos com o furacão Grace que atingiu as ilhas Caimão uma semana antes, ainda na mente de todos. A Cayman Airways cancelou alguns voos e remarcou-os para um dia mais tarde. A empresa de utilidade pública tinha anunciado que eles estavam planeando pouco ou nenhum corte de eletricidade.

#### Cuba

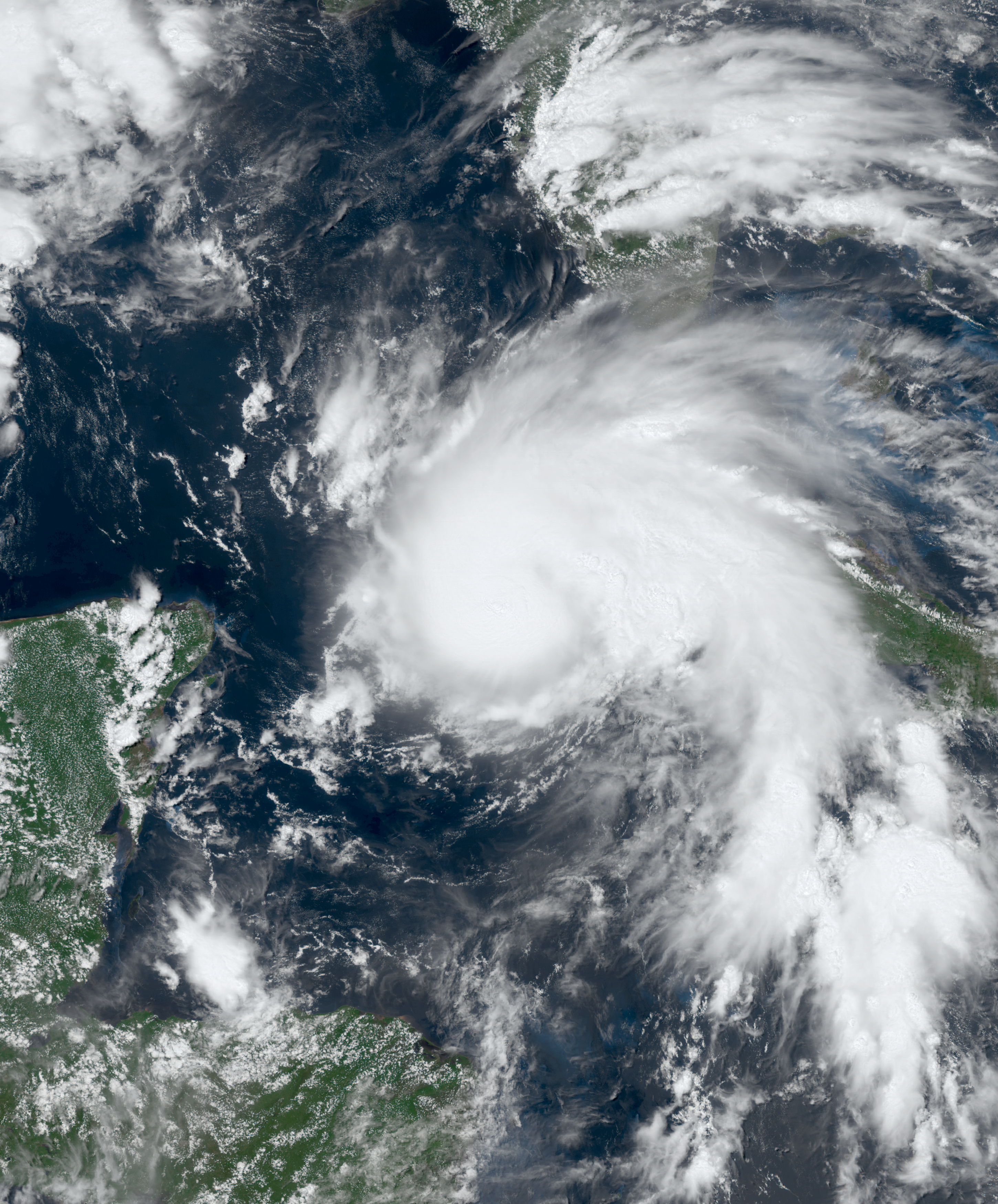
Furacão Ida sobre o Cuba Ocidental no fim de 27 de agosto

Em 28 de agosto, segundo o chefe da defesa civil local, foram evacuadas 800 pessoas devido a Ida, entre professores e alunos da Península de Guanahacabibes, que monitora as tartarugas no local. La Palma também levou 6.281 pessoas para abrigos da tempestade.

#### Estados Unidos
Em 29 de agosto foram emitidos Alertas e Avisos de Tornados para partes da Luisiana, Alabama e Mississippi. O Centro de Previsão da Tempestade emitiu um risco de 5% de tornado no mesmo dia para os 3 estados, que incluiu um risco geral leve. Mais de 4,9 m de maré de tempestade era previsto para a Luisiana, com um adicional de 1,8–2,7 m no Mississippi, 0,91–1,52 m para o Alabama, e 0,30–0,91 m para a Flórida. Em 29 de agosto foi emitido um  aviso de alto risco de enchentes, abrangendo grande parte de Nova Orleães e as áreas circundantes. Estava previsto uma precipitação 380–510 mm (15–20 in) sobre uma área abrangente no dia em que Ida atingiu terra. Aproximadamente 95% da produção de petróleo dos E.U.A. no Golfo do México foi desligado. Desde 17 de setembro, as perdas de Ida seguradas nos Estados Unidos são estimadas a $31–44 bilhões, com $25–35 bilhões na região do Golfo e $6–9 bilhões no Noroeste.

#### Luisiana

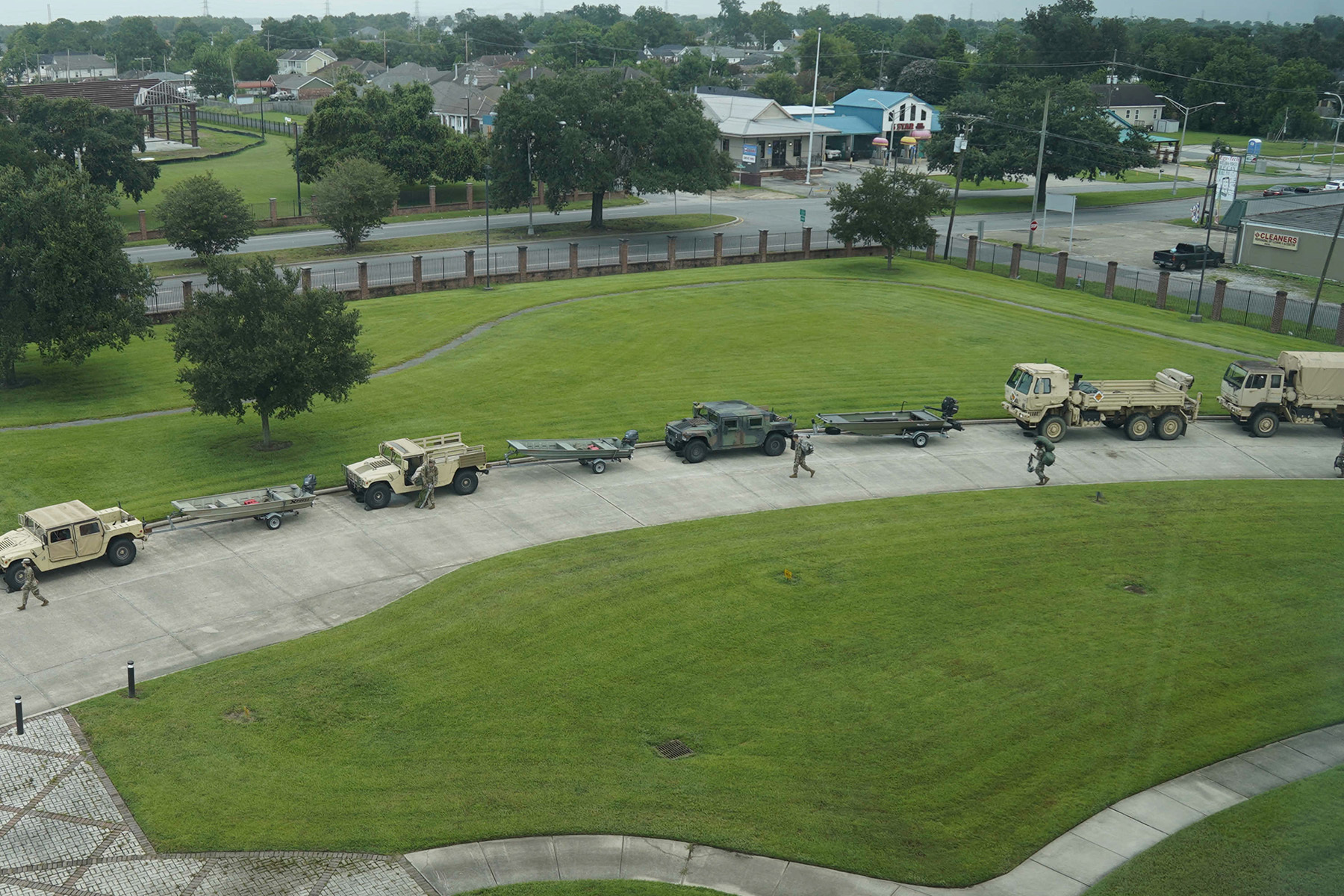
A Guarda Nacional de Luisiana fazendo preparações para a tempestade

Em 27 de agosto, o jogo da pré-temporada de futebol americano para os Arizona Cardinals e New Orleans Saints, que estava previsto para ser realizado no dia seguinte no Caesars Superdome, foi cancelado devido à previsão da tempestade ser um furacão maior no momento do landfall. Antes disso, o início do jogo foi movido para o meio-dia CDT dos 7 dias originalmente programados PM CDT. O governador John Bel Edwards declarou estado de emergência em resposta à tempestade. Em 28 de agosto de 2021, o prefeito de Nova Orleães, LaToya Cantrell, emitiu uma evacuação obrigatória para todas as partes da cidade que estão fora de sua área de proteção contra enchentes. Nesse mesmo dia o Presidente Joe Biden assinou uma declaração de emergência para a Luisiana em antecipação à tempestade.
Em uma atualização que foi realizada em 28 de agosto, um dia antes de chegar a terra, Edwards antecipou Ida para ser um dos furacões mais fortes para afetar o estado desde a década de 1850. O governador também mencionou o sistema de diques em Nova Orleães, dizendo que Ida "será o teste mais severo desse sistema". Isso vem após os fracassos dos diques na Grande Nova Orleães devido a Katrina. As capacidades dos hospitais do estado suscitavam preocupação, uma vez que já estavam a ser empurradas para uma capacidade quase total do surto de COVID-19 que estava em curso na altura. Esperava-se que as vítimas da Ida preenchessem hospitais em áreas afetadas.

#### Mississippi
No Mississippi, pelo menos 15 distritos escolares e universidades foram ordenados para fechar na segunda-feira, 30 de agosto, juntamente com uma dúzia de casinos à frente do impacto da tempestade. A Entergy Mississippi esperava danos significativos ao sistema na Área Metropolitana de Jackson.

#### Em outro lugar
Em 30 de agosto, chuvas ainda eram esperadas no sudeste da Luisiana, no litoral do Mississippi e um aviso de chuvas fortes foi emitido para o sudoeste do Alabama. Avisos semelhantes foram emitidos para as próximas horas para os vales do Tennessee e Ohio, bem como a região do Meio Atlântico, à medida que a tempestade se move mais para norte. Dezenas de milhões de pessoas estavam em risco de chuvas fortes, inundações e tornados em 1 de setembro. Mais de 14,5 milhões foram colocados sob um risco aumentado emitido nesse mesmo dia pelo SPC. Isto incluiu 10% de risco de tornado. Esperava-se precipitação extrema para a cidade de Nova Iorque, com o Central Park possivelmente a ver mais do que a média mensal de setembro em apenas um dia. Alertas de enchentes relâmpago foram emitidos às 14h00 de 1 de setembro para todos os cinco distritos, incluindo Long Island e Orange, Putnam, Rockland, Ulster, Dutchess, Sullivan e Westchester. O alerta estendeu-se aos condados de Hudson, Bergen, Esesx e Union, em Nova Jérsia. Na Pensilvânia, o governador Tom Wolf assinou em 31 de agosto uma proclamação de emergência em antecipação a inundações, tempestades severas e tornados dos remanescentes de Ida.

## Impacto

### Caribe
Como uma onda tropical, Ida trouxe enchentes na Venezuela Ocidental em 23 de agosto, matando 20 pessoas.
Em Cuba, devido aos ventos com força de furacão que atingiram a ilha, inúmeras palmeiras foram derrubadas na Isla de la Juventud. A localidade de La Fé registou ventos de 80 km/h com rajadas de até 114 km/h em 27 de agosto. Muitas casas também foram destruídas por ventos fortes e galhos de árvores foram quebrados em La Coloma, Pinar del Río. Los Palacios e Consolación del Sur também perderam eletricidade, segundo um jornal local da província. Apesar do furacão, muitos funcionários do hospital continuaram a trabalhar sob a fúria da tempestade.

### Estados Unidos
| Os furacões com landfall mais fortes no Atlântico†                                 | Os furacões com landfall mais fortes no Atlântico† | Os furacões com landfall mais fortes no Atlântico† | Os furacões com landfall mais fortes no Atlântico† | Os furacões com landfall mais fortes no Atlântico† | Os furacões com landfall mais fortes no Atlântico† |
| Posição                                                                            | Furacão                                            | temporada                                          | Velocidade vento                                   | Velocidade vento                                   |                                                    |
| Posição                                                                            | Furacão                                            | temporada                                          | km/h                                               |                                                    |                                                    |
| ---------------------------------------------------------------------------------- | -------------------------------------------------- | -------------------------------------------------- | -------------------------------------------------- | -------------------------------------------------- | -------------------------------------------------- |
| 1                                                                                  | "Dia do Trabalho"                                  | 1935                                               | 295                                                |                                                    |                                                    |
| 1                                                                                  | Dorian                                             | 2019                                               | 295                                                |                                                    |                                                    |
| 3                                                                                  | Irma                                               | 2017                                               | 285                                                |                                                    |                                                    |
| 4                                                                                  | Janet                                              | 1955                                               | 280                                                |                                                    |                                                    |
| 4                                                                                  | Camille                                            | 1969                                               | 280                                                |                                                    |                                                    |
| 4                                                                                  | Anita                                              | 1977                                               | 280                                                |                                                    |                                                    |
| 4                                                                                  | David                                              | 1979                                               | 280                                                |                                                    |                                                    |
| 4                                                                                  | Dean                                               | 2007                                               | 280                                                |                                                    |                                                    |
| 9                                                                                  | "Cuba"                                             | 1924                                               | 270                                                |                                                    |                                                    |
| 9                                                                                  | Andrew                                             | 1992                                               | 270                                                |                                                    |                                                    |
| 9                                                                                  | Maria                                              | 2017                                               | 270                                                |                                                    |                                                    |
| Fonte: HURDAT, AOML/HRD                                                            |                                                    |                                                    |                                                    |                                                    |                                                    |
| †A força refere-se a velocidade máxima do vento sustentado no momento do landfall. |                                                    |                                                    |                                                    |                                                    |                                                    |

| Estado       | Total | Diretos | Indiretos | Danos            |
| ------------ | ----- | ------- | --------- | ---------------- |
| Luisiana     | 30    | 4       | 26        | $55 bilhões      |
| Nova Jérsia  | 29    | 26      | 3         | $8–10 bilhões    |
| Nova Iorque  | 17    | 16      | 1         | $7.5–9 bilhões   |
| Pennsylvania | 5     | 5       | 0         | $2.5–3.5 bilhões |
| Mississippi  | 2     | 2       | 0         | —                |
| Alabama      | 2     | 0       | 2         | —                |
| Maryland     | 1     | 1       | 0         | —                |
| Connecticut  | 1     | 1       | 0         | —                |
| Total        | 87    | 55      | 32        | $73–77.5 bilhões |

Danos extremos foram registados na Luisiana, com um grande número de casas sendo danificadas ou destruídas, e marés de tempestade e chuva causando inundações generalizadas e danos com a água. As falhas de eletricidade foram extensas através da parte sudeste do estado. À medida que Ida se mudou para o nordeste dos Estados Unidos, seus remanescentes geraram vários tornados, com alguns sendo danosos e poderosos. As chuvas e inundações de alto nível ocorreram através de extensas porções do nordeste. Estima-se que a Ida tenha causado pelo menos 50 mil milhões de dólares em danos nos Estados Unidos. Dezenas de residentes morreram, principalmente em Nova Jérsia e Nova Iorque.

#### Luisiana

Furacão Ida a atingir Porto Fourchon, Luisiana. Pode ser observado uma parede exterior do olho em volta da parede interior em 29 de agosto

Graves danos foram registados nas áreas costeiras da Luisiana, incluindo em Nova Orleães, Golden Meadow, Houma, Galliano, LaPlace e Grand Isle. Em Houma, as condições de quebra de visibilidade foram registadas, com escombros voadores e muitas casas danificadas ou destruídas. Os serviços sem fios foram temporariamente desligados. Um aviso urgente de inundação foi emitido para Braithwaite quando um dos diques foi sobreposto. Em Galliano, muitas casas foram destruídas, árvores arrancadas, carros derrubados e linhas de elétricas derrubadas.
Danos significativos foram registados no bairro francês em Nova Orleães, incluindo telhados destruídos e colapsos de prédios. A histórica Loja Karnofsky desmoronou. Quase toda a região de Nova Orleães perdeu o serviço de eletricidade devido a grandes danos nas linhas de transmissão, enquanto cerca de 1 milhão de pessoas em todo o estado ficaram sem energia. Um homem afogou-se em Nova Orleães depois de tentar conduzir o seu veículo através de água. Uma das balsas usadas na rota baixa Argel-Chalmette através do Rio Mississippi rompeu-se livre de sua amarração durante o furacão, subindo o rio, e depois encalhou. Uma das secções da Barragem de saída do Golfo foi coberta pela tempestade. A USGS registou o Rio Mississippi perto de Belle Chase fluindo ao contrário devido ao volume da onda. A Escola Católica de St. Stephen em Nova Orleães perdeu o seu telhado.

Um anemômetro em Grand Isle registou uma rajada de 238 km/h (148 mph) antes de ser destruído. Em Prairieville, um homem foi morto quando uma árvore caiu em sua casa durante o furacão. Um anemómetro no porto de Fourchon registou uma rajada de 277 km/h (172 mph) quando a Ida chegou a terra.

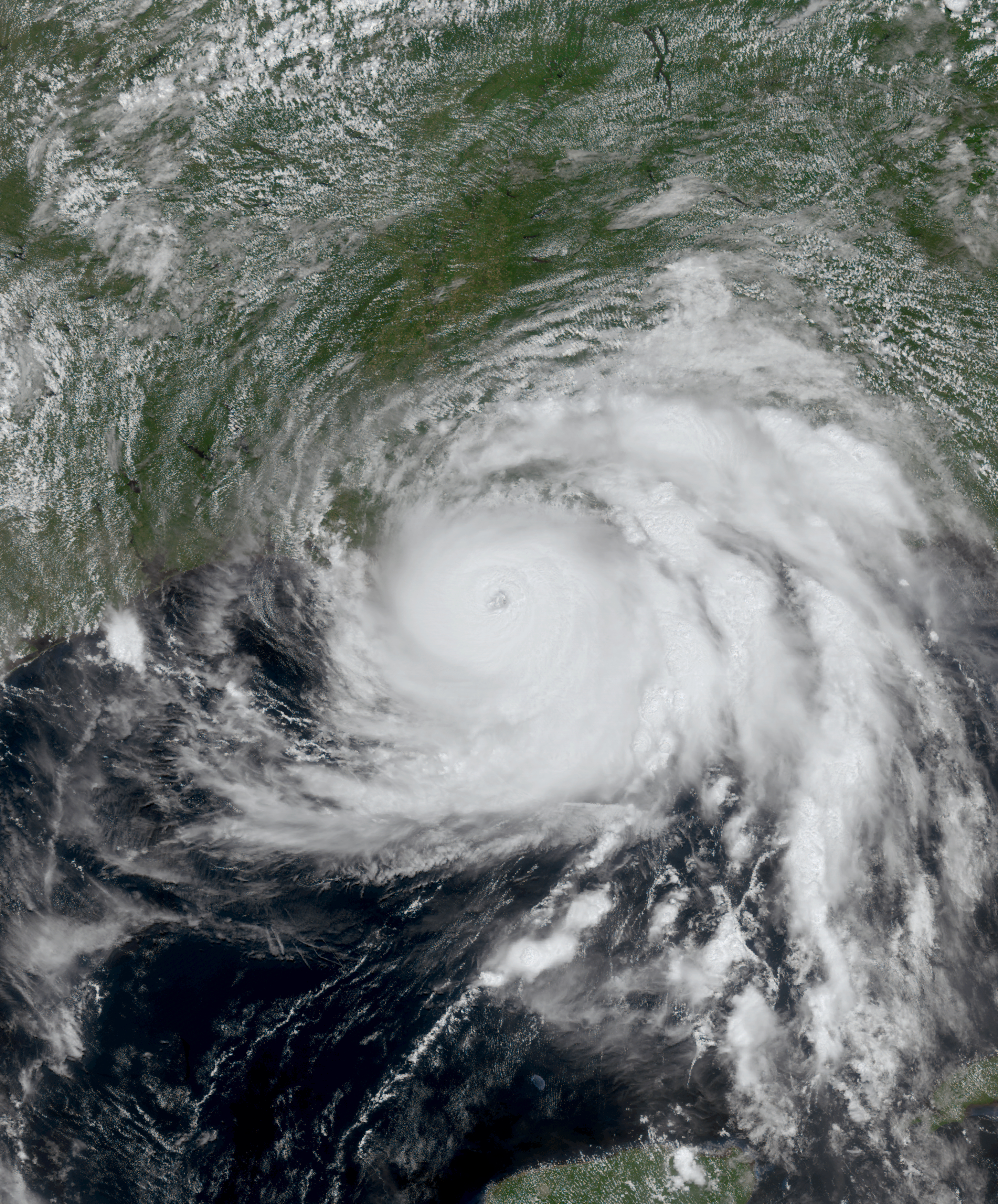
Furacão Ida pouco depois de atingir terra mantendo a sua intensidade sobre terra

 Danos graves foram relatados na Paróquia de Jefferson. Quatro hospitais do Estado foram danificados, de acordo com a Agência Federal de gestão de Emergências (FEMA). Em 30 de agosto, os danos no seguro foram estimados em pelo menos 15 bilhões de dólares. Dois metros de água passaram sobre os diques da Paróquia de Jefferson. A Entergy encerrou a central nuclear de Waterford devido à perda de energia elétrica fora do local. Energia separada de geradores diesel de emergência foi usado para manter as condições de encerramento seguro. O nível mais baixo de alerta, "evento incomum", foi emitido. Não houve relatos de danos significativos no equipamento. Em 31 de agosto de 2021, um homem de 71 anos foi dado como morto depois de ter sido atacado por um jacaré enquanto caminhava pelas águas em Slidell.
Fotos aéreas e imagens foram publicadas, que mostraram destruição em larga escala, detritos e inundações em todas as áreas afetadas. Em 31 de agosto, um homem de 24 anos foi encontrado morto em Nova Orleães. A causa da morte foi presumida como envenenamento por monóxido de carbono. No dia seguinte, na mesma cidade, 12 pessoas, incluindo 7 crianças, foram hospitalizadas devido a envenenamento por monóxido de carbono. Três mortes adicionais por envenenamento por MC foram relatadas em 2 de setembro em Jefferson Parish. Nas proximidades da Paróquia de St.Tammany, nove pessoas foram hospitalizadas da mesma causa.
Grand Isle ficou inabitável. 10 a 12 quebras em um dique levaram a 100% das estruturas serem danificadas, com 40% sendo completamente destruídas, ou sendo renderizadas como apenas montes de escombros, e a eletricidade ficou indisponível. Dias depois da tempestade, mais de um milhão de pessoas ainda estavam sem eletricidade. A ilha também estava coberta de cerca de 91 cm (3 ft) de areia. A esquadra da polícia foi afectada, com o telhado a ser despedaçado. O chefe, Scooter Resweber, chamou-o de "furacão mais severo" que ele já havia experimentado. Uma pessoa da Paróquia de St. James man foi morto depois que seu barracão de quintal caiu em cima dele durante os ventos fortes do furacão Ida. Três mortes relacionadas com a tempestade também foram relatadas na Paróquia de Tangipahoa entre os residentes dos lares evacuados durante o furacão Ida. Como resultado dos apagões uma pessoa morreu em Nova Orleães devido ao excesso de calor.

#### Mississippi
Mais de 113 mil pessoas ficaram sem eletricidade em 30 de agosto. Em 31 de agosto, duas pessoas foram mortas e pelo menos dez outras ficaram feridas quando sete veículos entraram num buraco profundo numa secção em colapso da autoestrada Mississippi MS 26 no Condado de George. As fortes chuvas do furacão Ida causaram o colapso da auto-estrada. Biloxi foi minimamente danificado, o que se pensava ser em parte devido aos impactos do furacão Zeta do ano anterior; muitas árvores fracas e mortas e estruturas abaixo das normas foram removidas naquela tempestade, reduzindo potencialmente a quantidade de detritos disponíveis para Ida causar danos.

#### Alabama
Sete tornados fracos tocaram em terra em todo o estado. Dois trabalhadores da eletricidade morreram em Adger enquanto reparavam danos da rede elétrica causados pela tempestade.

#### Estados do Médio Atlântico
Um homem de 19 anos foi confirmado morto após uma inundação num complexo de apartamentos em Rockville, Maryland. No Condado de Frederick, Maryland, dez estudantes e o motorista do ônibus tiveram que ser resgatados quando seu ônibus escolar foi apanhado nas enchentes.

#### Pensilvânia

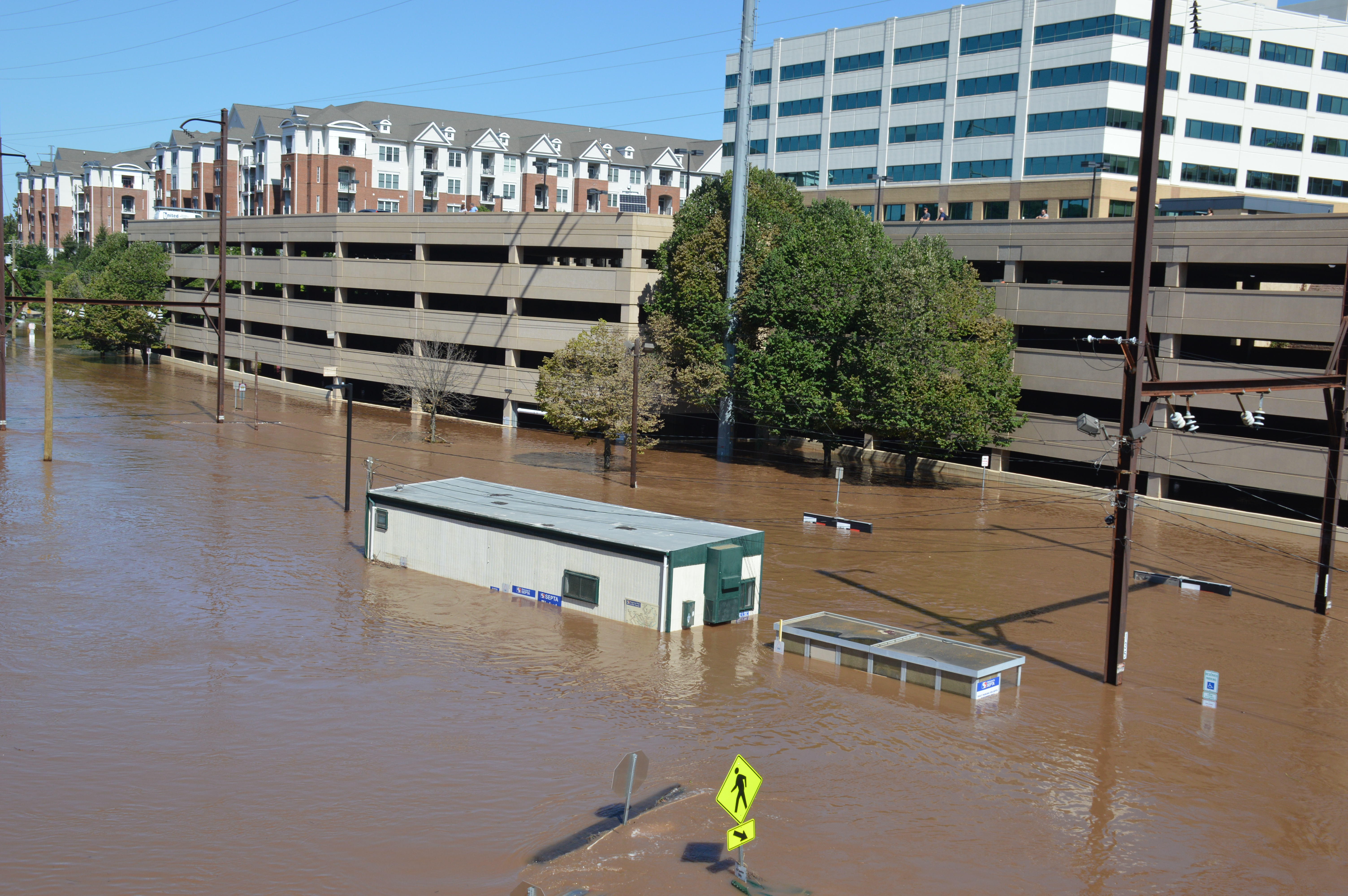
Inundações em Conshohocken, Condado de Montgomery, PA em 2 de setembro de 2021

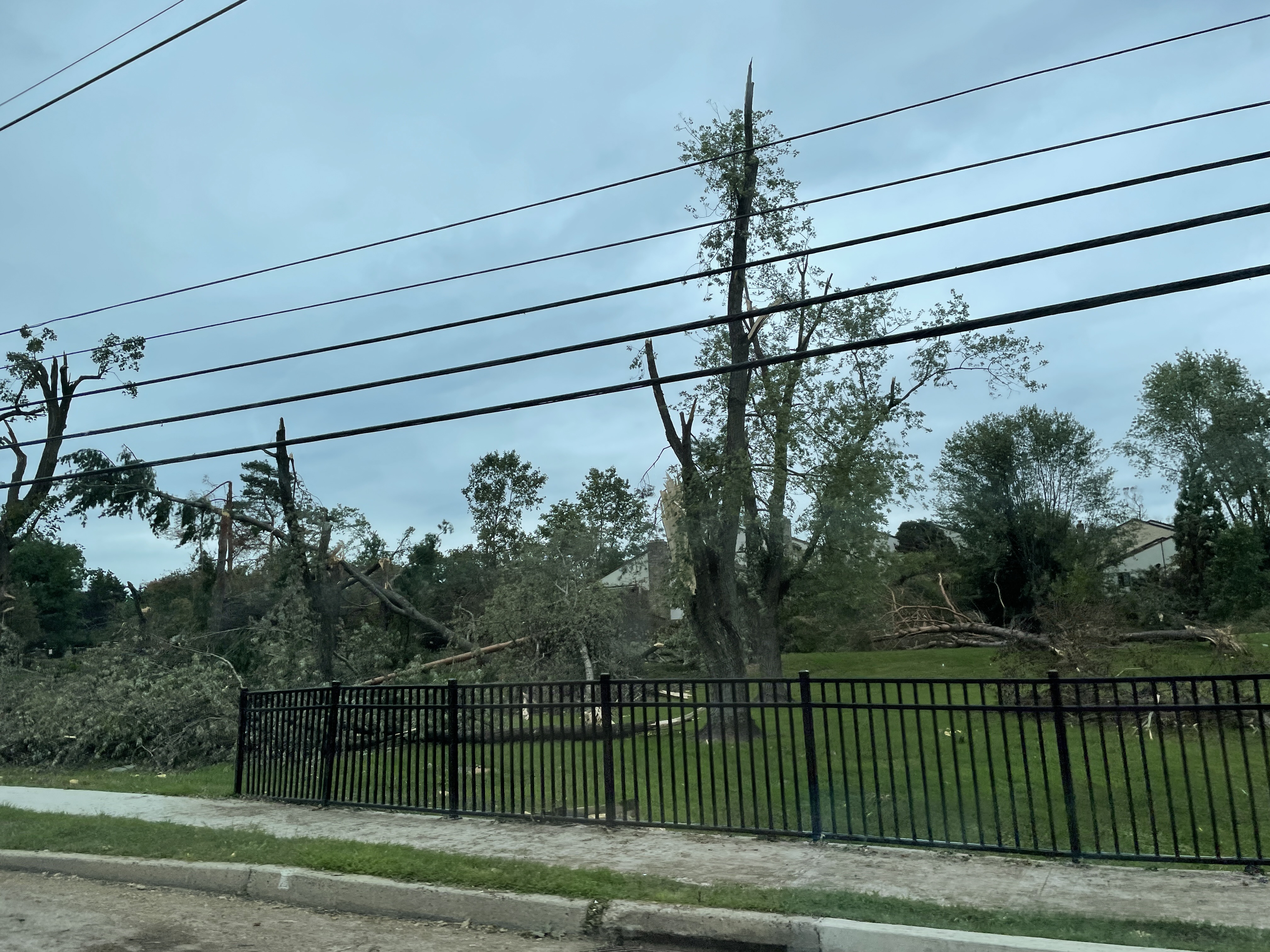
Danos de um tornado EF2 derivado de Ida no município de Upper Dublin, Pensilvânia

Um tornado EF2 causou danos em Fort Washington, nos Municípios de Upper Dublin, e Horsham  no Condado de Montgomery, Pensilvânia, derrubando árvores e linhas de eletricidade e arrancando o telhado do Departamento de Polícia de Dublin superior. Uma mulher foi morta no Município de Upper Dublin, Pensilvânia, quando o tornado atirou uma árvore para a casa dela. No Município de Milford, Pensilânia, um homem foi encontrado morto depois de se afogar no seu veículo no riacho Unami. Um tornado EF3 destruiu várias casas em Mullica Hill, Nova Jérsia. Um tornado EF1 que veio de Edgewater Park, Nova Jérsia, para Bristol, Pensilvânnia, causou um raro tornado de emergência para Bristol e Croydon, Pensilvânia, bem como Burlington, Nova Jérsia. Um tornado EF0 atingiu Princeton, Nova Jérsia.
Na Pensilvânia, um tornado EF1 atingiu o Município Buckingham no Condado de Bucks, um tornado EF1 atingiu o Município Upper Makefield no Condado de Bucks, e um tornado EF2 atingiu Oxford no Condado de Chester. Um tornado EF2 causou danos consideráveis em Annapolis, Maryland. Vários avisos de cheias e emergências de cheias também foram emitidos em toda a área.
Fortes chuvas e inundações ocorreram no leste da Pensilvânia. O rio Schuylkill inundou partes da Filadélfia, com a Interestadual 676 (Vine Street Expressway) parcialmente coberta de água. Enchentes do Rio Schuylkil afetaram o bairro de Manayunk na Filadélfia, com moradores resgatados de apartamentos ao longo da rua principal. Partes de Trenton, Nova Jérsia, foram evacuadas devido às inundações causadas pela tempestade. Avisos de Tornados também foram emitidos em partes da Área Metropolitana de Nova Iorque, incluindo o Condado de Westchester, Nova Iorque, e partes de Fairfield e Ridgefield em Connecticut.

#### Nova Jérsia e Nova Iorque

Refletividade de Radar representando os remanescentes de Ida produzindo clima severo e enchentes de flash no nordeste dos Estados Unidos em 1 de setembro

O impacto de Ida na Nova Jérsia e Nova Iorque foi invulgarmente intenso e mortal. Ida foi o terceiro sistema tropical em poucas semanas a absorver o Nordeste dos Estados Unidos, depois de Fred e Henri, que deixaram o solo saturado e com maior risco de inundação.

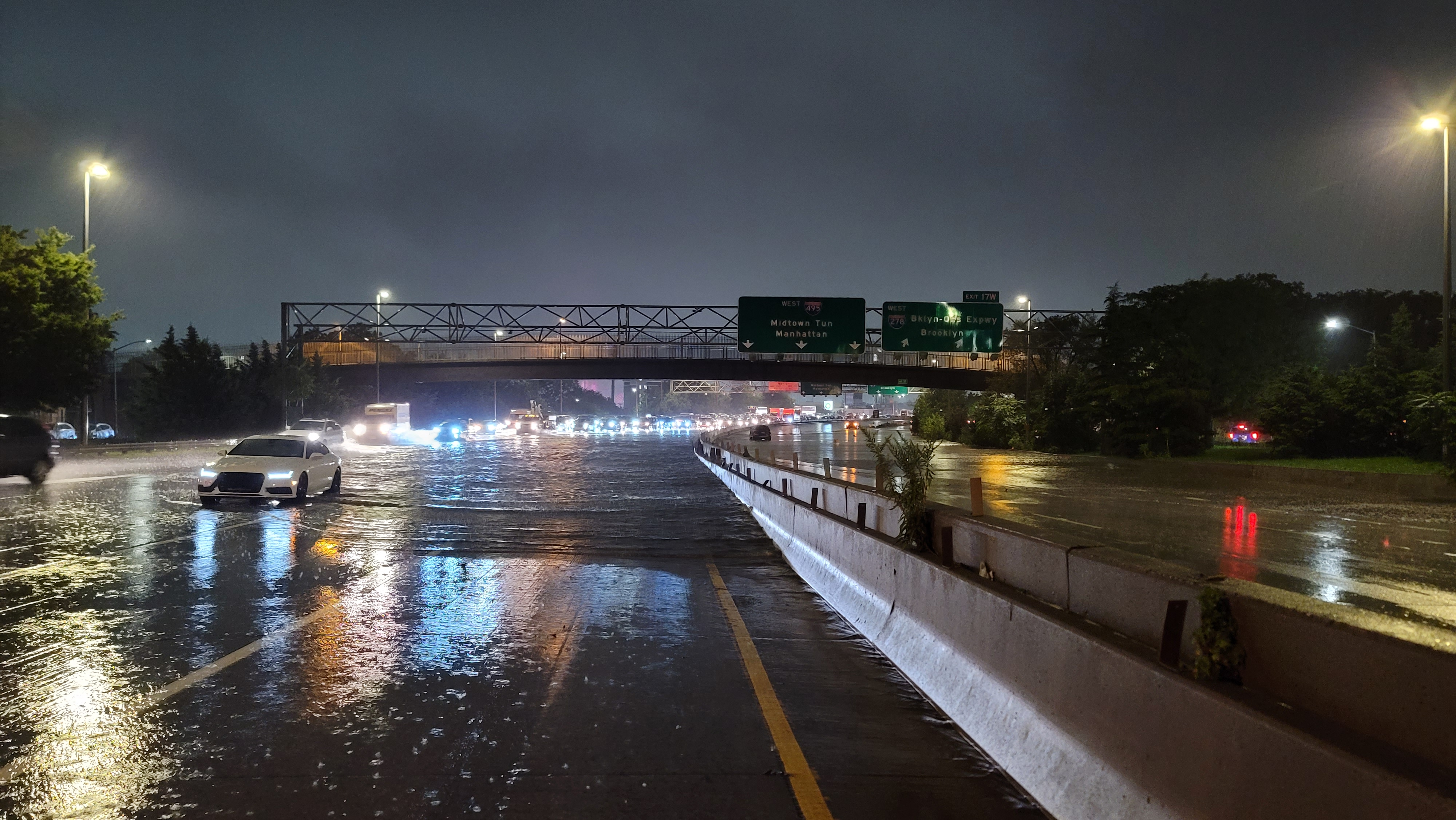
A Long Island Expressway, em Nova Iorque, fechou devido a enchentes dos remanescentes do furacão Ida

O Serviço Nacional de Meteorologia da cidade de Nova York emitiu a sua primeira emergência de inundação em resposta a inundações graves no nordeste de Nova Jérsia, seguido uma hora depois pela primeira emergência de inundação relâmpago de sempre para a própria cidade de Nova Iorque. Inundações generalizadas fecharam grande parte do sistema de Metro de Nova Iorque, bem como grandes porções do NJ Transit, Long Island Rail Road, e Metro-North Railroad commuter rail systems e Amtrak intercity services. Uma partida de tênis no US Open de tênis de 2021 foi adiado quando ventos fortes e chuva vieram através dos espaços do telhado naturalmente ventilado do Estádio Louis Armstrong. Pelo menos 25 pessoas morreram em Nova Jérsia, incluindo uma pessoa que se afogou dentro de seu carro em Passaic, Nova Jérsia, e outras cinco pessoas que morreram no seu complexo de apartamentos em Elizabeth, Nova Jérsia. 17 mortes relacionadas com a tempestade também foram relatadas em Nova Iorque, juntamente com uma morte na Virgínia. A maioria das pessoas que morreram em Nova Iorque, incluindo uma família de três em Woodside, Queens, moravam em apartamentos subterrâneos. Mais de 81.740 falhas de energia foram relatadas na noite de 1 de setembro em Nova Jérsia.

#### Nova Inglaterra
Até 230 mm (9 in) de chuva caíram sobre partes de Connecticut, resultando em inundações generalizadas. Um Polícia Estadual de Connecticut morreu depois que ele e o seu veículo da polícia foram varridos por inundações do Rio Pomperaug, em Woodbury. Um total semelhante de chuvas foram registadas na vizinha Rhode Island, e os rios do estado subiram para uma fase de inundação moderada. No sudeste de Massachusetts, New Bedford recebeu 240 mm (9.5 in) de chuva e um tornado EF0 tocou terra em Dennis, no Cabo Cod.

### Províncias atlânticas do Canadá
Em 2 de setembro fortes chuvas dos remanescentes de Ida inundaram as Províncias Marítimas do Canadá, e várias falhas de eletricidade foram relatadas. A ilha Brier, na Baía de Fundy, ao largo da costa da Nova Escócia, recebeu 4,8 mm de chuva. Rajadas de vento atingiram 85 km/h em Lunenburg, Nova Escócia. A Environment Canada relatou que 1,288 cm (507 in) de chuva caiu em Charlottetown, Na Ilha de Prince Edward. Mais chuva caiu em apenas 24 horas em toda a província do que em qualquer mês médio. Rajadas de vento em torno do Estreito de Northumberland chegaram a 100 km/h.

## Rescaldo

### Estados Unidos
| 1                                | Katrina | 2005 | $125 000 000 000 |
| 1                                | Harvey  | 2017 | $125 000 000 000 |
| 3                                | Ian     | 2022 | $113 100 000 000 |
| 4                                | Maria   | 2017 | $90 000 000 000  |
| 5                                | Sandy   | 2012 | $65 000 000 000  |
| 6                                | Irma    | 2017 | $52 100 000 000  |
| 7                                | Ida     | 2021 | $50 000 000 000  |
| 8                                | Ike     | 2008 | $30 000 000 000  |
| 9                                | Andrew  | 1992 | $27 000 000 000  |
| 10                               | Michael | 2018 | $25 000 000 000  |
| Fonte: National Hurricane Center |         |      |                  |

A tempestade encerrou quase toda a produção de petróleo da Costa do Golfo, representando cerca de 15% do total dos Estados Unidos. As refinarias continentais da Luisiana também foram fechadas, o que representa 12,5% da capacidade do país. O Oleoduto Colonial foi parcialmente encerrado como resultado do furacão. Esta combinação de fatores fez com que os preços subissem para os produtos de petróleo e gasolina em todos os Estados Unidos. As estimativas iniciais das perdas seguradas são de 15 mil milhões de dólares para 25 mil milhões de dólares.

#### Luisiana
Estima-se que a recuperação do apagão em Nova Orleães demorará cerca de quatro semanas. A força tarefa de Massachusetts enviou uma equipa de 80 membros para Baton Rouge para ajudar com os impactos de Ida em 29 de agosto. A equipa era composta por técnicos médicos de emergência, médicos, especialistas em estrutura, comunicação e logística, e técnicos de urgências, entre outros. As pessoas em comunidades de baixa renda que tinham fugido de zonas de desastre trazidas por Ida tiveram dificuldade financeira para saírem. Estados como Texas e a Carolina do Sul e organizações sem fins lucrativos também reuniram doações para distribuir às vítimas e ajudar nas operações de busca e resgate.
Mais de 5.000 membros da Guarda Nacional foram destacados, e mais de 25.000 trabalhadores em todo o país vieram em apoio aos esforços de recuperação. O Presidente dos Estados Unidos, Joe Biden, declarou um grande desastre no estado, o que permitiu um financiamento adicional e recuperação. As condições meteorológicas agitadas após Ida pioraram a qualidade de vida de muitos moradores sobreviventes sem eletricidade e alimentos. As pessoas fugiram para os telhados no exterior de Nova Orleães para escapar das inundações. Mais de 2 milhões foram colocados sob alertas de calor após a passagem de Ida. Autoridades disseram que a eletricidade não pode ser restaurado em alguns locais até um mês, um atraso que pode ser fatal por causa do calor intenso.
A Guarda Nacional da Luisiana ativou 4.900 membros da guarda, e enviou cerca de 200 veículos de águas altas, juntamente com mais de 70 barcos de resgate e 30 helicópteros. Na tarde de 30 de agosto, 191 pessoas e 27 animais de estimação foram resgatados depois que as tripulações verificaram 400 casas. O governador John Bel Edwards disse que os danos foram "catastróficos" e que as autoridades acreditam que o número de mortos "poderia aumentar consideravelmente". Algumas pessoas tiveram que ser trazidas de volta para as zonas inundadas durante os resgates. A Universidade de Tulane anunciou planos para evacuar o campus de todos os estudantes restantes e levá-los para Houston. Muitas pessoas fugiram para as lojas para obter comida e água, e para postos de gasolina para obter combustível. John Bel Edwards disse em uma pesquisa preliminar dos diques do Estado que eles trabalhavam como previsto e retinham água.
Em 30 de agosto, foi anunciado que o jogo de futebol universitário entre Tulane e Oklahoma, programado para 4 de setembro, estava sendo transferido de Nova Orleães para Norman, Oklahoma, embora Tulane ainda seria considerada a equipa de casa. Em 3 de setembro, o segundo jogo em casa de Tulane contra Morgan State, agendado para 11 de setembro, foi transferido para Legion Field em Birmingham, Alabama. O torneio de voleibol de Tulane agendado para 17-18 de setembro contra a UAB, Sam Houston e Texas Tech também foi transferido para Birmingham com dentro da Bartow Arena da UAB. Todos os fãs foram autorizados a participar dos dois eventos gratuitamente. Em 31 de agosto, o New Orleans Saints anunciou que estava planeando usar uma instalação interina na área de Dallas-Fort Worth para as primeiras quatro semanas da temporada da NFL de 2021. No dia seguinte, o início da temporada contra os Green Bay Packers em 12 de setembro foi transferido para o TIAA Bank Field em Jacksonville, Flórida.

#### Nordeste

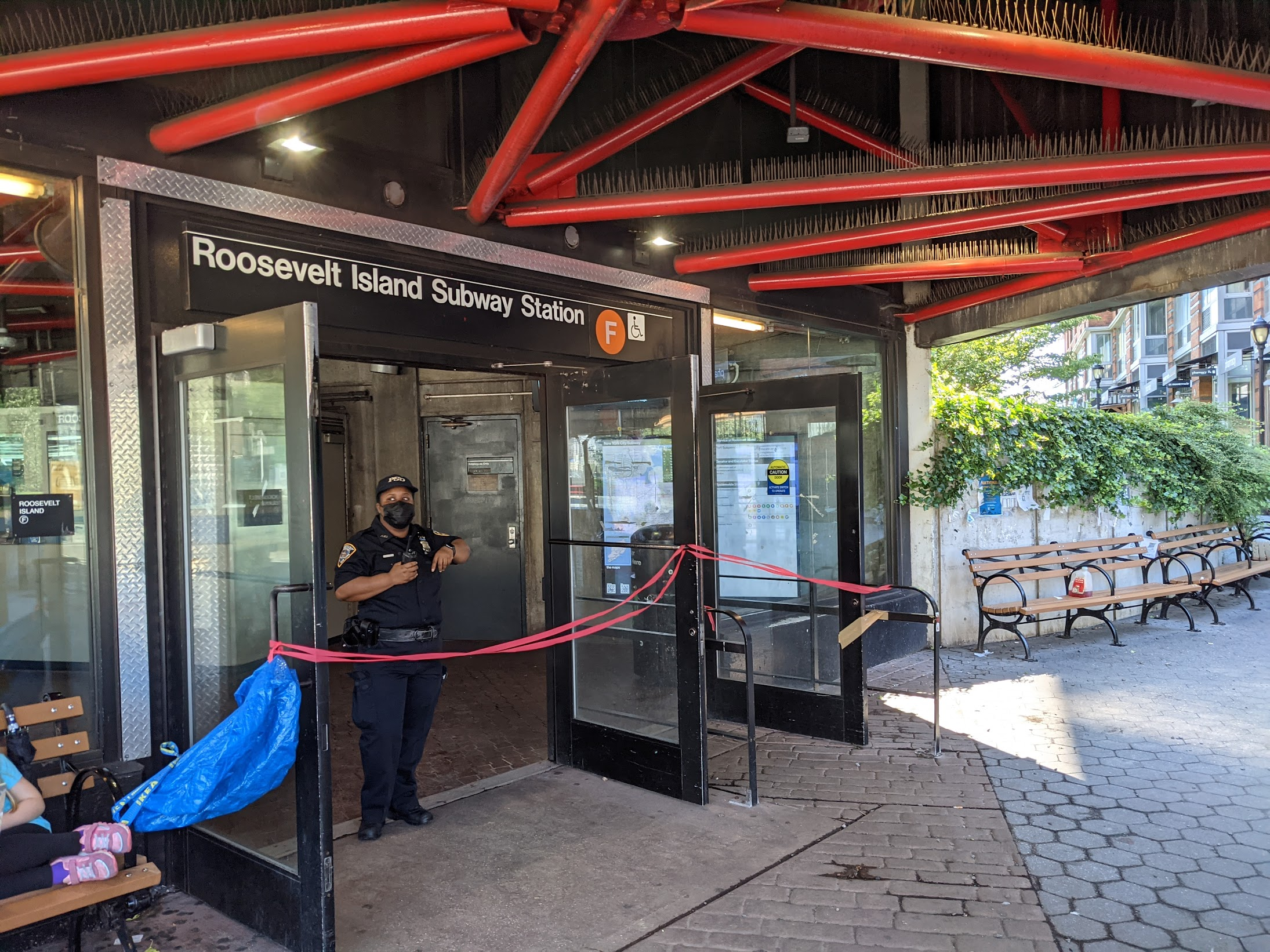
Os remanescentes do furacão Ida inundaram muitos túneis do metro de Nova Iorque, fechando grande parte do sistema MTA

O Estado de Emergência foram declarados em Nova Iorque, incluindo a cidade de Nova Iorque, bem como em Nova Jérsia pelos governadores Kathy Hochul e Phil Murphy. Vários distritos da Escola Pública de Nova Jérsei atrasaram ou cancelaram as aulas devido a inundações ou a danos climáticos graves. O Aeroporto Internacional de Newark Liberty sofreu inundações nos terminais, e todas as partidas foram canceladas. As operações continuaram na manhã seguinte, com atrasos de voo e cancelamentos. Em 2 de setembro, foi anunciado que devido às grandes inundações em torno do Estádio SHI, o jogo de abertura de futebol universitário entre Rutgers e Temple agendado para esse dia seria adiado para 4 de setembro. O governador de Connecticut Ned Lamont também declarou estado de emergência para todo o estado após inundações generalizadas.

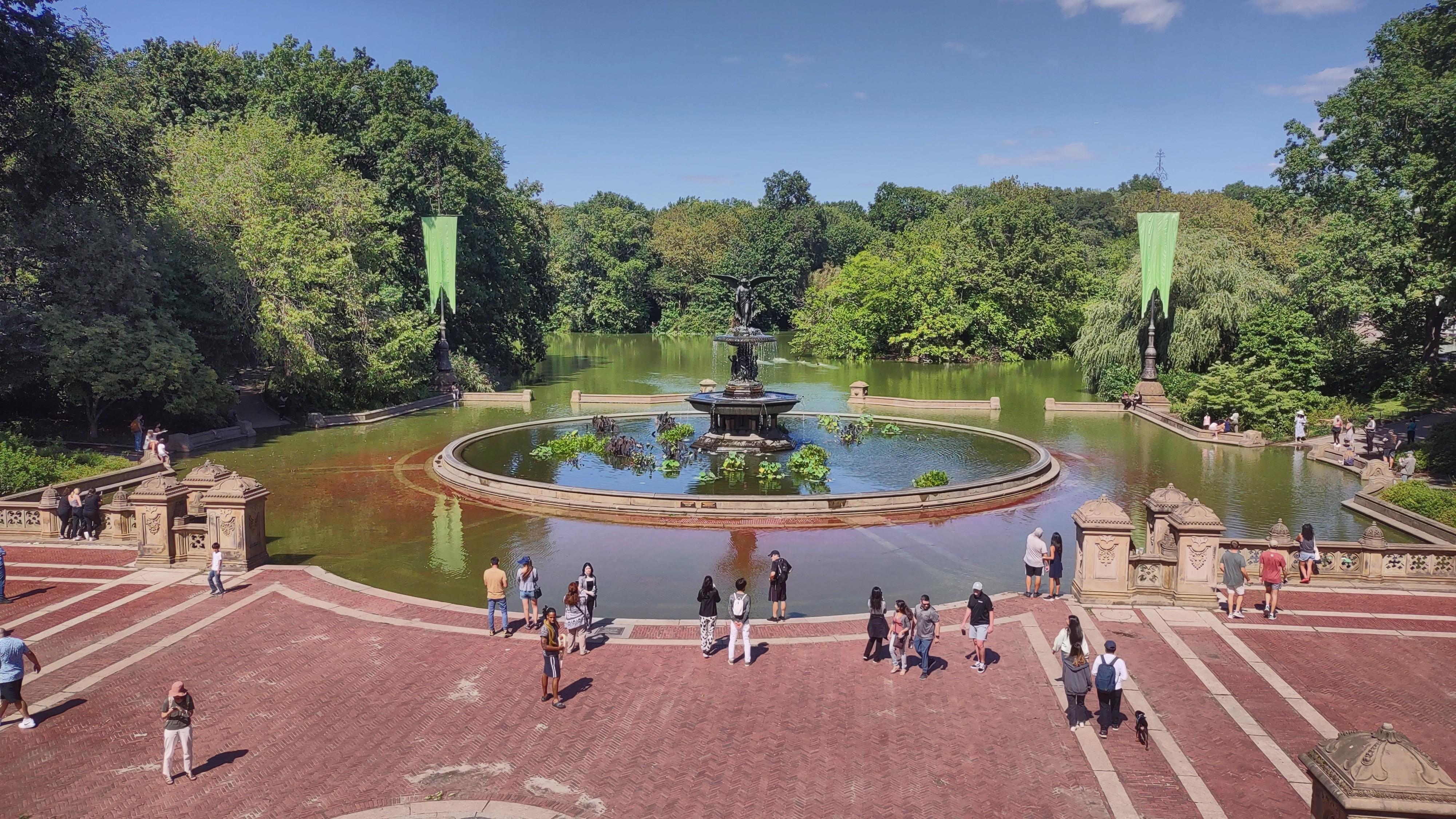
Bethesda Terrace depois que as enchentes recuaram da maior parte dele

Muitas equipas de resgate foram enviadas em barcos através de ruas inundadas no dia seguinte à tempestade na Filadélfia, norte de Delaware, e porções do Estado de Nova Iorque. Milhares de resgates aconteceram apenas na Pensilvânia naquele dia, e os primeiros socorristas ajudaram a trazer as comunidades para segurança dos trens de metro interrompidos na noite das inundações em Nova Iorque. Alguns ficaram retidos durante a noite. A cidade também viu a sua participação de centenas de resgates no dia seguinte.
O presidente Joe Biden comentou sobre as chuvas das tempestades remanescentes, afirmando que Nova Iorque registou mais chuva na quarta-feira do que "normalmente vê todo o mês de setembro". O prefeito Bill de Blasio da cidade de Nova Iorque disse que Ida era "diferente de tudo que já vimos antes". A maioria das mortes da cidade foram em Queens. A precipitação no Central Park quebrou um recorde de 94 anos, enquanto Newark, Nova Jérsia, quebrou um recorde de 62 anos.

## Possível ligação com furacões fortes e alterações climáticas
Atribuir outros eventos climáticos extremos é mais fácil do que os ciclones tropicais e as alterações climáticas, mas um estudo de 2022 concluiu que havia mais precipitação sobre a terra devido ao clima mais quente.(p17) Se a intensidade e a rápida intensificação foram aumentadas devido às alterações climáticas é possível, mas não é certo.

## Retirada do nome
A 27 de abril de 2022, na 44ª sessão do Comité de Furacões RA IV, a Organização Meteorológica Mundial retirou o nome Ida das suas listas de nomes rotativos devido aos danos extremos e perda de vidas que causou numa grande seção dos Estados Unidos, e nunca mais será utilizado para outro furacão atlântico. Será substituído por Imani para a época de 2027.